# Friedrich Wilhelm Alexander von Linsingen
Friedrich Wilhelm Alexander von Linsingen (* 5. Oktober 1786 in Hannover; † 14. April 1861) war ein königlich westphälischer und königlich hannoverscher Diplomat sowie Oberhofmeister der Königinnen von Hannover. Friedrich Wilhelm Alexander entstammte dem edelfreien Uradelsgeschlecht von Linsingen.

## Leben
Nach dem Besuch der Klosterschule Ilfeld und dem Studium an den Universitäten von Göttingen und Heidelberg trat von Linsingen zunächst in den diplomatischen Dienst des Königreichs Westphalen ein, für das er als Legationssekretär in Paris tätig war. Während dieser Zeit erhielt er die königlich westphälische Bestätigung des Freiherrenstandes (mit Baron), Kassel 2. Februar und 2. April 1813. Nach Ende der Franzosenzeit wurde er Ende 1815 in den diplomatischen Dienst des Königreichs Hannover übernommen und war als Legationsrat in der Gesandtschaft Hannovers am preußischen Hof in Berlin tätig. 1818 wurde er Hofkavalier des Prinzen William, Duke of Clarence. 1819 wurde ihm im Rahmen seiner Vormundschaft über die beiden braunschweigischen Prinzen Karl und Wilhelm von Braunschweig vom englischen Prinzregenten und späteren König Georg IV. deren Erziehung übertragen, die später, insbesondere nach der Volljährigkeit der beiden, zu einer von  Herzog Karl II. erbittert geführten Auseinandersetzung auf allerhöchster politischer Ebene führte. Die auch gegen Linsingen persönlich gerichteten Vorwürfe wurden vom Minister der Deutschen Kanzlei in London Graf Ernst Friedrich Herbert zu Münster persönlich in einer gedruckten Schrift zurückgewiesen. Herzog Karl reagierte hierauf mit weiteren Schmähschriften. Das Verhältnis zwischen Linsingen und Herzog Karl II. war schließlich derart zerrüttet, dass Linsingen seitens Herzog Karl II. auch die Pensionsansprüche entzogen wurden. Linsingen wurde daraufhin Gesandter des Königreichs Hannover in Berlin, später Kammerherr der Herzogin von Cumberland und deren Oberhofmeister in Hannover, als ihr Ehemann Ernst August 1837 den hannoverschen Königsthron bestiegen hatte.

## Auszeichnungen
- Guelphenorden (1838)